# Königsfarn
Der Königsfarn (Osmunda regalis), auch Gewöhnlicher Rispenfarn oder Königs-Rispenfarn genannt, ist eine Pflanzenart  aus der Gattung der Königsfarne (Osmunda) innerhalb der Familie der Königsfarngewächse (Osmundaceae). Osmunda regalis ist die einzige europäische Art der Gattung Königsfarne (Osmunda).

## Beschreibung

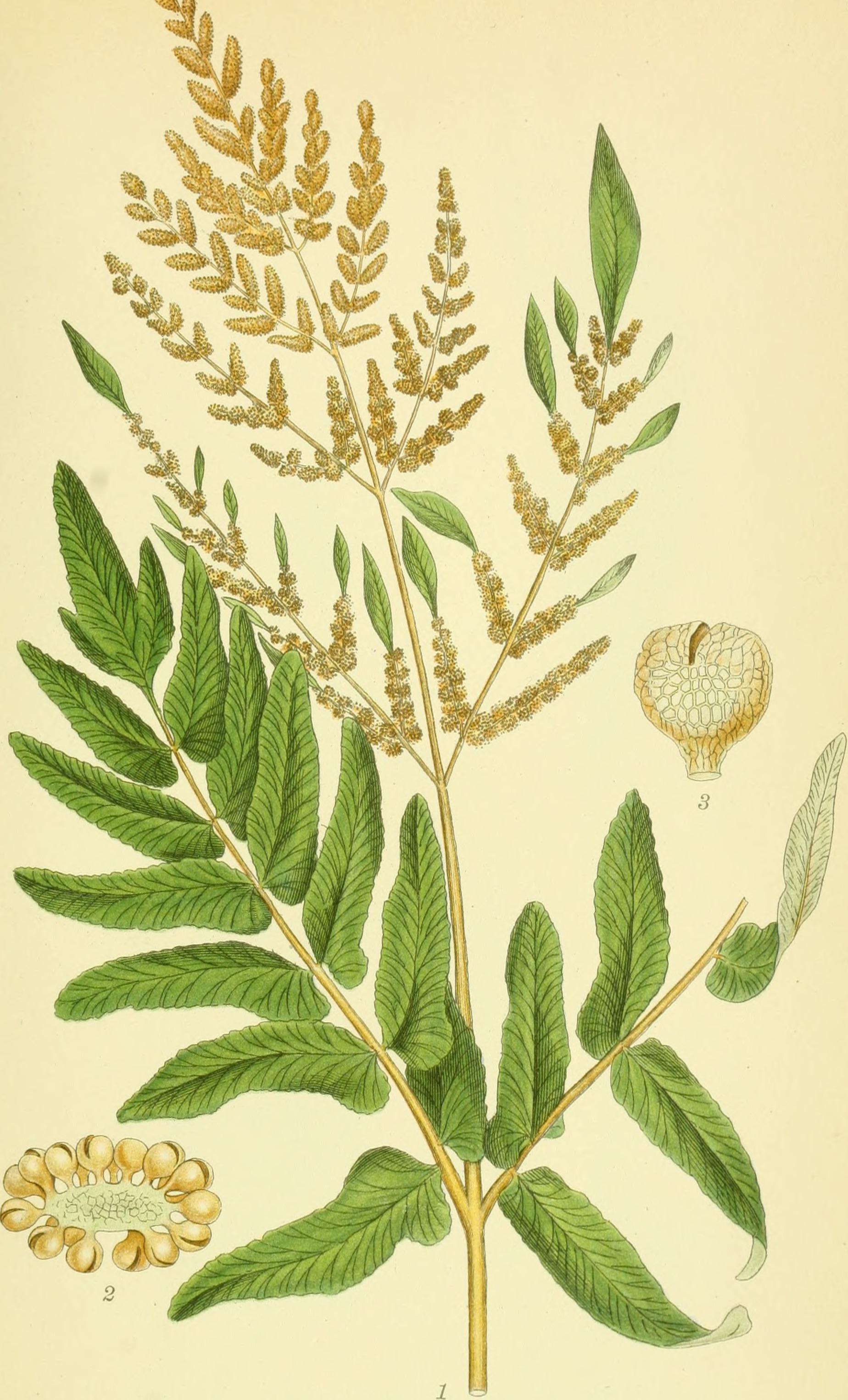
Illustration aus Billeder af nordens flora, 1917

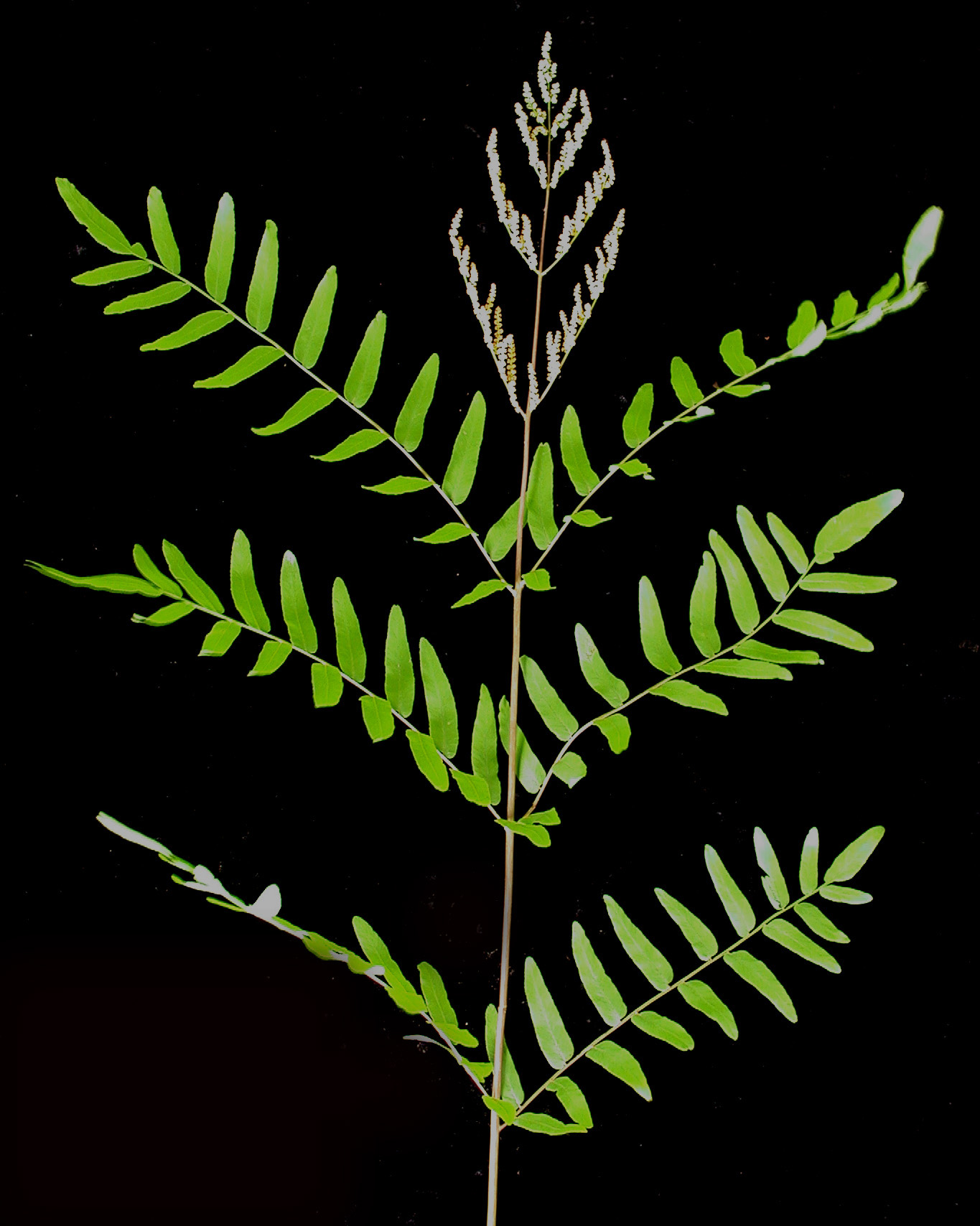
Wedel

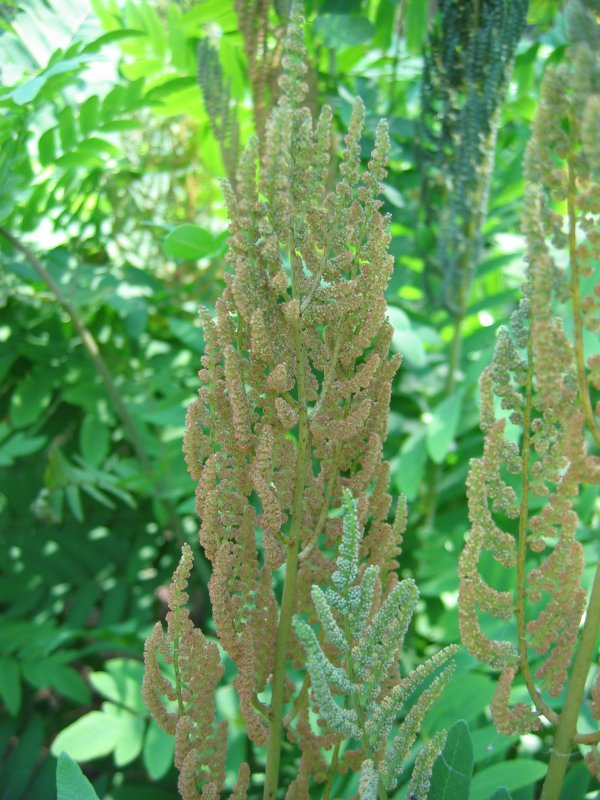
Fertiler Teil des Wedels

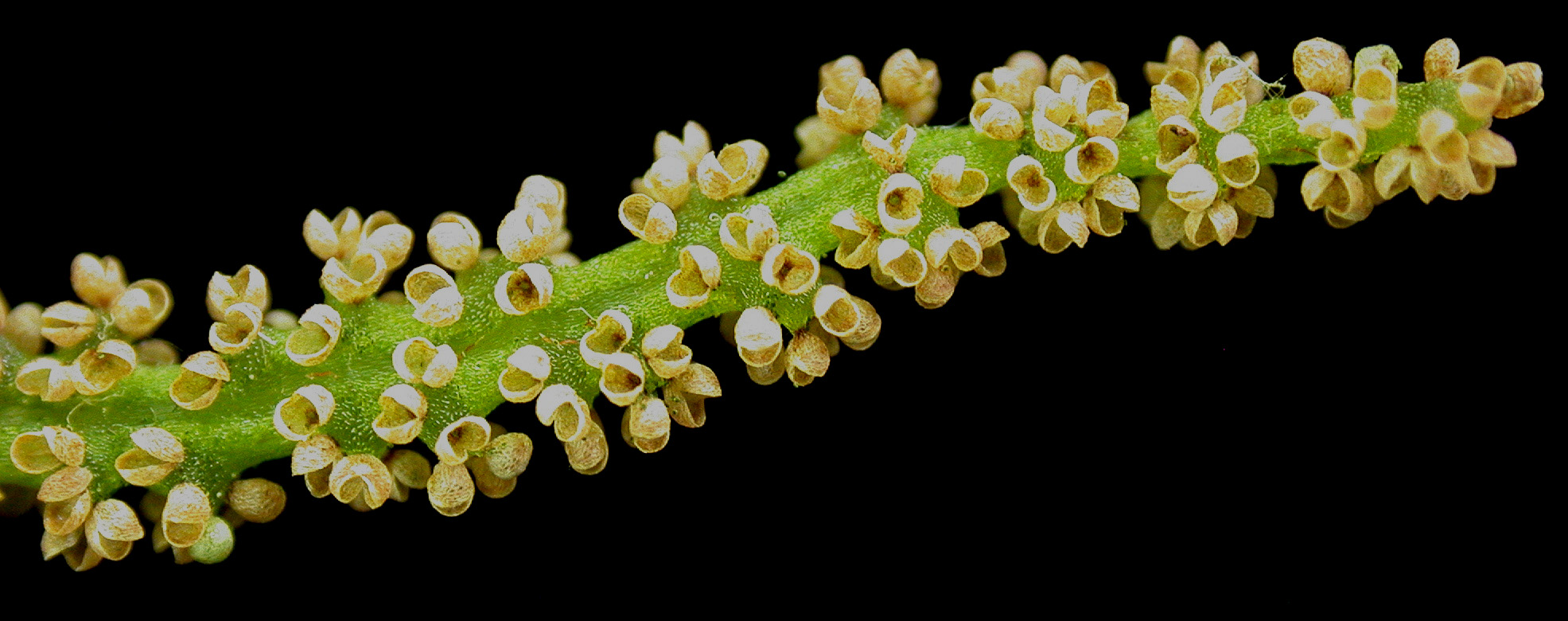
Sporangien

Der Königsfarn ist eine stattliche, ausdauernde krautige Pflanze, die Wuchshöhen von bis 160, selten bis zu 200 Zentimetern erreicht. Aus dem Rhizom entwickeln sich jährlich mehrere sommergrüne, aufrechte Wedelblätter. Die bis zu zwei Meter langen Wedelblätter sind in Blattstiel und -spreite gegliedert. Der relativ lange, bräunlich-gelbe Blattstiel ist kürzer als die Spreite, am Grund etwa zehn Millimeter und sonst etwa sechs Millimeter dick und im oberen Bereich rinnig. Die sterilen, hell-grünen, ausgebreiteten Blattteile sind doppelt gefiedert. Am sporenlosen Blatt stehen an jeder Seite sieben bis neun Fiedern erster Ordnung; sie sind kurz gestielt und paarweise genähert oder gegenständig. Jede Fieder besteht aus sieben bis 13 Fiederchen, die kurz gestielt und paarweise genähert oder gegenständig sind. Diese Fiederchen (2. Ordnung) sind bei einer Länge von bis zu acht Zentimetern sowie bei einer Breite von bis zu 1,5 Zentimetern länglich, am Grunde schief gestutzt, öfters rückwärts geöhrt, am oberen Ende stumpf oder geschweift und klein gesägt.
Anders als bei vielen anderen Farnarten befinden sich die Sporenträger (Sori aus Sporangien) nicht auf der Unterseite der Blätter. Stattdessen sind, getrennt von den sterilen Blattteilen, im oberen Bereich der Wedelblätter die Fiedern in rost-braune, ausschließlich Sporangien tragende, ährig angeordnete Abschnitte umgewandelt. Diese strikte funktionale Aufteilung in ein grünes, steriles Nährblatt und ein braunes, fertiles Sporenblatt wird als stammesgeschichtlich sehr urtümliches Merkmal im Vergleich zu anderen, „moderneren“ Farnarten interpretiert. Als ein solches wird auch die einfache, gabelteilige Nervatur der Fiederblättchen gedeutet. An den fertilen Blättern sind oft die unteren ein bis fünf Fiederpaare steril; die fünf bis neun oberen Fiederpaare sind an den fiederspaltigen Fiederchen mit vielen geknäuelten, ährig angeordneten, zuletzt braunen Sporangien dicht besetzt.
Die Sporenreife findet in den Monaten Juni und Juli statt. Die Sporen sind auf rasche Keimung ausgelegt und vertragen keine lange Trockenperiode. Im Herbst werden die Wedelblätter hinfällig; die oberirdischen Pflanzenteile sterben ab.
Die Chromosomenzahl beträgt 2n = 44.

## Ökologie
Das grüne und daher assimilierende Prothallium ist ausdauernd und fleischig. Es kann Knospen zur vegetativen Vermehrung bilden. Es wurden bis zu 20 Jahre alte Prothallien beobachtet. Die ersten Blätter des Sporophyten sind nierenförmig, die nächsten sind dreilappig.

## Vorkommen
Das Verbreitungsgebiet von Osmunda regalis umfasst die Azoren, Kapverden, Madeira, Marokko, Algerien, Tunesien, Portugal, Spanien, Frankreich, Korsika, Sardinien, Sizilien, Italien, die Schweiz, Deutschland, Luxemburg, die Niederlande, Belgien, das Vereinigte Königreich, Irland, Dänemark, Norwegen, Schweden, Belarus, Polen, Tschechien, die Slowakei, Kroatien, Albanien, Bulgarien, Nordmazedonien, Griechenland, Inseln der Ägäis, Kreta, die Türkei, Georgien und den Libanon. Auf der Nordinsel Neuseelands ist die Art ein Neophyt. In Europa wird vor allem der westliche Teil besiedelt. Innerhalb Deutschlands ist ein deutlicher Schwerpunkt in der atlantischen, wintermilden Klimaregion im nordwestlichen Tiefland zu erkennen. In Mittelgebirgen fehlt der Königsfarn meist. In Deutschland gilt Osmunda regalis aufgrund von Bestandsrückgängen infolge von Biotopzerstörung als „stark gefährdet“ und steht unter Naturschutz (unter anderem „besonders geschützt“ nach der Bundesartenschutzverordnung). Osmunda regalis ist im Tessin vollständig geschützt.
Die ökologischen Zeigerwerte nach Landolt et al. 2010 sind in der Schweiz: Feuchtezahl F = 4w+ (sehr feucht aber stark wechselnd), Lichtzahl L = 3 (halbschattig), Reaktionszahl R = 2 (sauer), Temperaturzahl T = 4 (kollin), Nährstoffzahl N = 3 (mäßig nährstoffarm bis mäßig nährstoffreich), Kontinentalitätszahl K = 2 (subozeanisch), Salztoleranz 1 (tolerant).
Der Königsfarn kommt an lichten Standorten in Bruchwäldern, zwischen Weiden- und Gagelgebüschen, in und an Gräben und an feuchten, schattigen Waldrändern auf sauren, torfig-humosen, wechselfeuchten bis staunassen, mäßig nährstoffarmen, basenarmen Sand-, Ton- und Niedermoorböden vor. Der Königsfarn gilt als Halbschattenpflanze und Nässezeiger. Er ist eine Charakterart des Sphagno-Alnetum aus dem Verband Alnion.

## Taxonomie
Die Erstveröffentlichung von Osmunda regalis erfolgte 1753 durch Carl von Linné in Species Plantarum, Tomus II, Seite 1065–1066. Ein Synonym für Osmunda regalis L. ist Osmunda plumieri Tausch.

## Nutzung
Das Rhizom des Königsfarns wurde in der Volksmedizin genutzt. Im Mittelalter galt der (auch als „Sankt Christophskraut“ bezeichnete) Königsfarn als Zauberpflanze. Er wird auch als Zierpflanze für feuchte Standorte angeboten.